# Christoph von Beulwitz
Christoph von Beulwitz war brandenburgischer Hauptmann in Hof und Amtmann in Thierstein.

## Leben
Christoph stammte aus der Familie von Beulwitz. Seine Frau war Eva von Brandenstein, Tochter des Günter von Brandenstein auf Wernburg und der Catharina von Hopfgarten.  
Zu seinen Besitzungen im Hofer Land zählte Hirschberg, Gottsmannsgrün, Hofeck, Schartenmauer, Schnarchenreuth, Erlbach und Eubabrunn. Nach dem Genealogen Johann Gottfried Biedermann gehört Christoph von Beulwitz zur vogtländischen Hauptlinie des Geschlechtes zu Hirschberg, die er in seinem Band über die Vogtländische Ritterschaft behandelt.
In Zeiten der Reformation verfolgte er die örtlichen Anhänger Luthers, denen Luther 1531 in einem Brief Mut zusprach. 1527 eröffnete er das erste Hofgericht. 1530 sorgte er mit Röhrwasser vom Leimitzer Stollen für den Ausbau der Wasserversorgung der Stadt Hof.
1534 ließ er vier durchreisende Adelige aus dem Hause Feilitzsch, Dobeneck und Machwitz gefangen setzen. Markgraf Georg entsandte daraufhin den Streitberger Amtmann Wolf von Schaumberg nach Hof, der für die Befreiung eines Machwitz sorgte. Christoph von Beulwitz, der bereits in dieser Angelegenheit vor das markgräfliche Gericht in Kulmbach geladen worden war, verließ mit seinen Söhnen heimlich die Stadt. Daraufhin kamen Reiter unter Christoph von Redwitz in die Stadt, die einige Bürger mobilisierten, um Caspar von Feilitzsch in Zedtwitz gefangen zu nehmen. Wilhelm von Dobeneck in Brandstein flüchtete und entkam. Die Frau von Christoph von Beulwitz, nach Biedermann Eva von Brandenstein samt Tochter Barbara (?) mussten das Hofer Schloss räumen. Da Christoph auch Amtmann von Thierstein war, wurde sein Besitz auf Burg Thierstein eingezogen. Bei Sichart sind Hintergründe dieses Vorfalls nicht erläutert und der Verbleib Christophs bleibt ungeklärt.